# Cane da pastore australiano Kelpie
Il cane da pastore australiano Kelpie è una razza canina australiana riconosciuta dalla FCI (Standard N. 293, Gruppo 1, Sezione 1).

## Storia
L'origine della razza non è molto antica. Infatti la razza è nata dall'accoppiamento di collie, portati in Australia dai coloni, con i dingo. La razza venne quindi selezionata per radunare le enormi greggi di merinos, ma siccome non sembrava molto adatta al clima australiano, venne importata in Inghilterra dove venne fatta accoppiare con canidi selvatici locali. Negli anni ottanta in Australia si contavano comunque 80.000 Kelpie che da allora saranno sicuramente aumentati grazie al grandissimo lavoro offerto da questa razza. La sua prima apparizione in un'esposizione risale al 1908.

## Descrizione
Quando il cane è a riposo la coda deve pendere in una lieve curva. Può venire sollevata in movimento. In lunghezza deve quasi raggiungere il garretto. I colori ammessi sono nero, cioccolato, rosso, blu, fawn, red&tan e black&tan. Il pelo di copertura è moderatamente corto, dritto e assai resistente ad ogni condizione climatica. Il sottopelo è corto e fitto. Sulla testa e sugli arti il pelo è più corto. È più lungo sul collo e sul retro delle cosce. Sulla coda è a forma di “spazzola”. Gli occhi sono a forma di mandorla. Sono di dimensioni medie e sono ben delimitati agli angoli. Il colore degli occhi deve sempre essere in armonia col colore del mantello. Nei soggetti con il manto blu, sono ammessi anche più chiari. Le orecchie sono erette e si affusolano in una punta acuta. L'interno del padiglione auricolare è ben provvisto di peli. La testa è in proporzione alle dimensioni del cane. Il cranio è leggermente arrotondato e piatto tra le orecchie, la fronte si incurva molto dolcemente verso un salto naso-frontale ben pronunciato. Le guance non sono cariche, ma arrotondate verso la fronte che è a sua volta ben modellata e definita. Il muso è di lunghezza moderata e si assottiglia verso il naso. Il muso è piuttosto stretto in proporzione al cranio. Il colore del tartufo varia a seconda del mantello del cane: rosso-marrone negli esemplari più chiari, nero in quelli più scuri. Piedi piccoli con cuscinetti di forma ovale. Le labbra sono ben serrate e pulite. 

Esistono due tipi di Australian Kelpie: il Working Kelpie, linea selezionata principalmente per migliorare (o mantenere) particolari attitudini nel lavoro con gli ovini, e il Show Kelpie, linea selezionata come cane da bellezza (quindi accettato nelle esposizioni) e adatto a tutti gli sport.

## Carattere
Intelligentissimo e sveglio, l'Australian Kelpie si è sempre fatto apprezzare per le sue doti di intelletto. È molto calmo e mite e possiede una inesauribile energia. Infatti è in grado di sopportare un lungo e faticoso lavoro, senza alcun tipo di problema. È in grado di adattarsi ad ogni genere di luogo ed è voglioso di scoprirne altri. È generalmente molto obbediente ma necessita di un minimo di addestramento di base (come tutti i cani). È molto devoto al padrone. Ha l'istinto di radunare mandrie di ovini sia in spazi aperti che in recinti. La velocità è discreta ma la rapidità nei movimenti è ottima.

## Cure
Il pelo corto non richiede di particolari cure, ma bisogna sempre stare attenti a parassiti che possono causare anche gravi malattie nel giro di 48 ore. Spazzolate frequenti però lo aiutano a essere pulito e ordinato.
Da anziano tende a perdere la vista più rapidamente rispetto ad altre razze.

## Consigli
Dotato di temperamento spiccato, richiede polso fermo nella sua educazione e una disciplina coerente fin dai primi mesi di vita, che non ecceda però mai in punizioni troppo severe. Essendo un cane da pastore necessita di passeggiate quotidiane che non siano più corte di un'ora e che non siano sempre nello stesso posto. Ha bisogno di scoprire posti diversi in modo da potersi sfogare e di poter annusare le tracce in modo da affinare il suo ottimo olfatto.

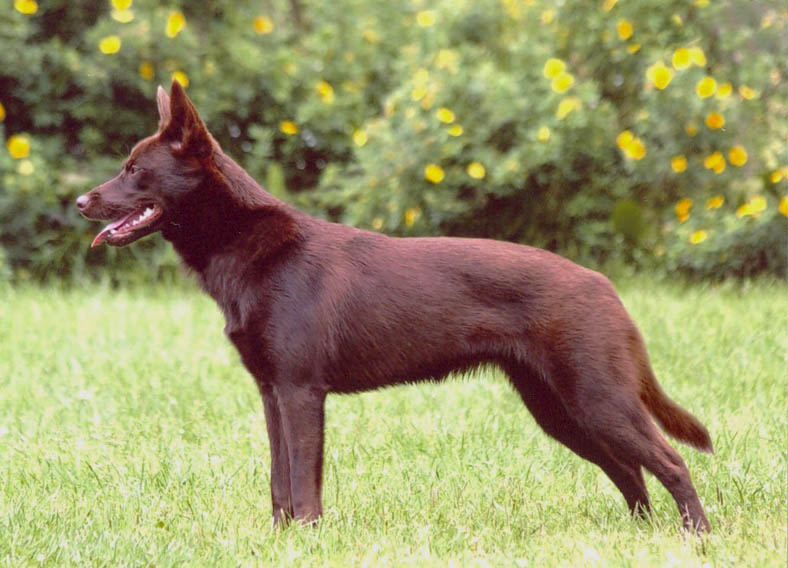
Kelpie Australiano

## Caratteristiche
| Adatto per        | Meno adatto per |
| ----------------- | --------------- |
| Compagnia         | Difesa          |
| Agility dog       |                 |
| Fly ball          |                 |
| Freestyle         |                 |
| Obedience         |                 |
| Protezione civile |                 |
| sheepdog          |                 |
| Tartufi           |                 |